# Весна Кесић Крсмановић
Весна Кесић-Крсмановић (Суботица, 1961) српски je диригент.
Студирала је композицију у класи професора Енрика Јосифа и дириговање у класи професора Станка Шепића на Факултету музичке уметности у Београду. Радила је као професор у музичким школама „Ватрослав Лисински” и „Јосип Славенски”, а била је и асистент диригента у хору ОКУД „Иво Лола Рибар” и „Жикица Јовановић Шпанац”. Усавршавала се на курсевима диригената у Сијени (Италија) и Мађарској (Бартоков семинар). Освојила је многе награде на фестивалима и такмичењима младих музичара у категоријама оркестара и хорова.
Њено широко музичко образовање у пуној мери је дошло до изражаја у раду са Хором Опере Српског народног позоришта. Стручна критика редовно истиче уметничке квалитете новосадског оперског хорског колектива упоређујући их са осталим ансамблима на нашим просторима, редовно у корист овог састава, наглашавајући његову увежбаност, добру вокалну технику и динамичку изнијансираност уз носиву и свежу звучност.
Од 2002. године води Женски камерни хор СНП-а, а од 2004. и Хор новосадске јеврејске општине Хашира.